# Атласово
Атла́сово — посёлок в Мильковском районе Камчатского края России. Административный центр Атласовского сельского поселения.

## Этимология
Своё название посёлок получил в честь земплепроходца Владимира Атласова.

## История
Образован как посёлок Камчатского леспромхоза в 1960 году. В 1965 году был образован Атласовский лесхоз. В 1974—1997 годах Атласово имело статус посёлка городского типа.

## Население
| 1979 | 1989  | 2002 | 2010 | 2012 | 2013 | 2015 |
| ---- | ----- | ---- | ---- | ---- | ---- | ---- |
| 1283 | ↗1535 | ↘921 | ↘790 | ↘775 | ↘737 | ↘702 |
| 2016 | 2018  | 2020 |      |      |      |      |
| ↘678 | ↘649  | ↘605 |      |      |      |      |

## Улицы
| - ул. Зелёная - ул. Ленинградская, - ул. Лесная, - ул. Ломоносова, | - ул. Льва Толстого, - ул. Мирная, - ул. Московская, - ул. Новая, | - ул. Октябрьская, - ул. Свободная, - ул. Северная, - пер. Северный, | - ул. Таёжная, - пер. Таёжный, - ул. Торговая, - ул. Юбилейная. |

## Экономика
Основная отрасль хозяйства — заготовка и переработка древесины.